# Omikron Aquarii
Omikron Aquarii (ο Aquarii, förkortat Omikron Aqr, ο Aqr) som är stjärnans Bayerbeteckning, är en ensam stjärna belägen i den norra delen av stjärnbilden Vattumannen. Den har en genomsnittlig skenbar magnitud på 4,71 och är synlig för blotta ögat där ljusföroreningar ej förekommer. Baserat på parallaxmätning inom Hipparcosuppdraget på ca 7,5 mas, beräknas den befinna sig på ett avstånd på ca 440 ljusår (ca 134 parsek) från solen.

## Egenskaper
Omikron Aquarii är en blå till vit underjättestjärna av spektralklass B7 IVe, som förbrukat förrådet av väte i dess kärna och är på väg att utvecklas till en jättestjärna. ”e”-suffixet anger att dess spektrum visar emissionslinjer av väte, vilket därmed kategoriserar den som en Be-stjärna. Den har en radie som är ca 4,3 gånger större än solens och utsänder från dess fotosfär ca 340 gånger mera energi än solen vid en effektiv temperatur av ca 13 500 K.
Rotationshastigheten längs ekvatorn kan vara så hög som 77 procent av den kritiska rotationshastigheten med rotationsaxeln lutad med omkring 70° ± 20°. Emissionslinjerna alstras av en omgivande skiva av het vätgas.
Omikron Aquarii klassificeras som en variabel stjärna av Gamma Cassiopeiae-typ och dess ljusstyrka varierar från magnitud +4,68 till +4,89.